# Adiscus tricolor
Adiscus tricolor es un coleóptero de la familia Chrysomelidae.
Fue descrita científicamente por primera vez en 1992 por Medvédev.